# Ernst Klee
Pour les articles homonymes, voir Klee.
Ernst Klee (né le 15 mars 1942 à Francfort-sur-le-Main où il est mort le 18 mai 2013) est un journaliste et écrivain allemand. Il est surtout connu pour avoir mis en évidence les crimes des médecins allemands, en particulier l'Aktion T4.
Ernst Klee décrit l'implication de l'élite médicale et des grands groupes pharmaceutiques allemands dans les expérimentations sur des cobayes humains. Il met en lumière le rôle actif des médecins et des soldats dans la mise en œuvre de la politique criminelle du régime national-socialiste : il ne s'agit plus seulement de la participation de l'État, mais de la société dans son ensemble.

## Documentation
- Die Hölle von Ückermünde. Psychiatrie im Osten. (L'enfer d'Ückermünde. Psychiatrie à l'est), reportage, 43 minutes, scénario et mise en scène: Ernst Klee, production: ARD, première diffusion en 1993

## Distinctions
- 1971 Prix Kurt Magnus de la chaîne ARD
- 1981 Prix de télévision de l'Académie allemande des arts figuratifs
- 1982 Prix Adolf Grimme
- 1997 prix frère et sœur Scholl
- 2001 Goetheplakette de la ville de Francfort

## Citations
- « Sous le régime national-socialiste, la fonction des médecins est toujours et en premier lieu la « sélection » : les personnes considérées comme étant biologiquement « inférieures » sont éliminées du corps social dans l’idée permanente d’une meilleure santé des générations futures. L’individu lui-même ne compte pas, il est stérilisé sans merci, euthanasié, exécuté médicalement. Auschwitz est le point culminant de la sélection. »
- « Le 24 mai 1943, l’élite de la médecine allemande prend connaissance des expériences de Ravensbrück. Les représentants des hautes sphères de la médecine qualifient celles-ci de cruelles et inutiles. Néanmoins aucun d’eux ne proteste, aucun ne démissionne de son poste. »
- « En 1942, pendant le congrès de Nuremberg sur la détresse en mer et les problèmes du froid hivernal, une élite de médecins, spécialistes de médecine aéronautique et du froid, apprend que les tests pratiqués sur les cobayes humains sont mortels. Aucun ne proteste à voix haute, aucun ne quitte son service en signe de contestation. »